# Marius Jouveau
Pour les articles homonymes, voir Jouveau.
Marius (Jean Baptiste) Jouveau (8 janvier 1878, Avignon- 14 octobre 1949, Aix-en-Provence) est un poète français qui a été capoulié (ou président) du Félibrige de 1922 à 1941. 

## Biographie
Le père de Marius était Elzéar Jouveau (1847-1917), facteur de profession, musicien et chansonnier, collaborateur à l'Armana prouvençau et au Brusc. Elzéar est devenu Majoral du Félibrige en 1897.
Marius Jouveau est licencié es-lettres en langue et littérature italienne. En 1910 il a été élève de l'Institut français de Florence, où il a gardé des contacts toute sa vie.
Il a été mobilisé le 2 août 1914 au 145e RII. Il est allé au front du 8 juillet 1915 au 30 janvier 1919 au 26e R.I.. Il est cité à  l'ordre régiment et reçoit la Croix de guerre. Il publiera ses noto de guerro. 
Il a commencé sa carrière d'enseignant en étant répétiteur successivement au collège de Manosque de 1808 à 1900, au collège d'Arles de 1900 à 1913, au lycée de Digne en 1913, au lycée d'Aix en 1913. En 1920, il a été nommé professeur adjoint au lycée d'Aix.
Il est entré dans le monde du Félibrige en 1907 et a publié Éléments de grammaire provençale et petit manuel de l’instituteur provençal pour la correction des provençalisme. Il est devenu Majoral du Félibrige en 1913.
Il a été le fondateur de la revue Fe, le créateur du mensuel En terro d'Arle (1907-1912), le directeur de la revue Lou Felibrige (1919-1945), le fondateur de l'Escolo mistralenco d'Arles et le directeur de l'Armana prouvençau.
Le 11 août 1940, Jouveau écrit une lettre au maréchal Philippe Pétain dans laquelle il soutient que la Révolution nationale et le Félibrige partagent les mêmes valeurs. Il propose au Maréchal de consulter les félibres sur l'organisation des provinces. Il écrit au ministre de l’Éducation nationale pour qu'il entreprenne la révision des programmes scolaires afin d'y introduire l'histoire locale et les langues provinciales. 

« En restaurant la discipline patriotique des pays, de la région, uni par ses traditions, par sa foi historique, on doit restaurer la France. »

— Revue Fe
Le fils de Marius est le félibre René Jouveau (1906-1997). La bibliothèque de René rassemblée par plusieurs générations, a été donnée au CIRDOC à Béziers en 2006.

## Distinctions
Pendant la première guerre, il a été cité à l'ordre régiment le 25 novembre 1916 et a reçu la Croix de guerre avec étoile de bronze.
« Excellent gradé du front depuis juillet 1915. N'a cessé de faire preuve du plus beau dévouement et au cours des attaques de l'Argonne, de Champagne, de Flercy, de Thiaumont. A été pour la section un bel exemple de bravoure et d'abnégation ».
Il a été nommé Officier d'académie le 14 juillet 1910 et Officier de l'Instruction publique le 14 juillet 1920. Il a reçu des Lettres de félicitation pour des œuvres post-scolaires.
Il a été fait chevalier de la Légion d'honneur le 10 octobre 1927,.

## Œuvres
- Éléments de grammaire provençale et petit manuel de l'instituteur provençal pour la correction des provençalismes, Marseille 1907 téléchargeable au format pdf chez Ciel d'Oc
- Sèt cansoun d'Arle. Pouèmo prouvençau. Traducioun francesco de l'autour, Aix-en-Provence 1930
- (avec Frédéric Mistral neveu, Pierre Fontan, Bruno Durand, René Jouveau et Pierre Azéma)  Aspects de Mistral. L'Homme. Le poète. Le philologue. Le sage. Le politique, Marseille 1930
- L'Etymologie par le provençal à l'école primaire, Aix-en-Provence 1939
- Discours de Mistral, Aix-en-Provence 1941
- A la gràci dóu tèms. Pouèmo e souveni de Marius Jouveau, publiés par René Jouveau, Aix-en-Provence 1960
- (oc + fr) Marius Jouveau, Pignard lou Mounedié : Conte arlaten, Marseille, Ed. Prouvenço d'Aro, 1989, 164 p. (BNF 35026902) téléchargeable au format pdf chez Ciel d'Oc
- Marius Jouveau et René Jouveau, Discours de Capoulié, publié par Marie-Thérèse Jouveau, Marseille 1995 téléchargeable au format pdf chez Ciel d'Oc
- Pontgibous. Conte coumtadin, Marseille 1996

## Pour approfondir